# 미호강
미호강(美湖江)은 금강의 최대 지류 하천으로, 충청북도 음성군의 망이산에 있는 망이산성 옹달샘에서 발원하며 약 89.2 km를 흐른다. 음성군부터 증평군 보강천의 합수부(合水部)까지는 지방하천으로 지정하고 있으며, 보강천 합수부 이후부터 금강까지의 구간은 국가하천으로 지정되어 있다.
미호종개는 처음 발견된 곳이 미호천이어서 '미호종개'라는 이름이 붙었다. 한동안 수질오염으로 인해 멸종됐다고 알려졌으나, 2023년 10월 25일, 충청북도 진천군 초평면 화산리 둔치에서 서식이 확인되었다.

## 지류
미호강 지류들의 등급은 지방하천이나 소하천이다. 도청천, 성산천, 칠장천, 구암천, 장량천, 진천, 한천, 백곡천, 초평천, 보강천, 성암천, 석화천, 무심천, 석남천, 병천천, 노송천, 조천, 월하천, 문주천, 봉암천, 연기천, 내삼천이 있다.

## 같이 보기
- 한국의 강